# Chi non lavora non fa l'amore/Due nemici innamorati
Chi non lavora non fa l'amore/Due nemici innamorati è un singolo di Adriano Celentano  pubblicato dal Clan Celentano nel 1970.

## Brani
Chi non lavora non fa l'amore
Il brano fu presentato al Festival di Sanremo 1970 da Celentano in abbinamento con Claudia Mori, risultando vincitore della manifestazione davanti a La prima cosa bella di Nicola Di Bari in doppia esecuzione con i Ricchi e Poveri. La canzone è stata composta dallo stesso Celentano con Nando de Luca, Luciano Beretta e Miki Del Prete.
Con questa canzone, una ballata di protesta contro gli scioperi, in pieno autunno caldo, Celentano viene definito qualunquista, fascista e reazionario. Dopo il Festival il singolo vende oltre 750 000 copie arrivando in prima posizione in Italia e in ottava posizione anche in Austria. Celentano dichiara in un'intervista "Non pensavo di vincere il Festival, ma ero sicuro di vendere tanti dischi".
Chi non lavora non fa l'amore è presente nel album Adriano hits sempre pubblicato nel 1970 dal Clan Celentano.
Due nemici innamorati
Due nemici innamorati è la canzone pubblicata sul lato B del singolo. Il brano è cantato da Celentano in duetto con la Mori, e venne scelto come sigla finale della 17ª edizione della trasmissione radiofonica Gran varietà, dove entrambi erano ospiti fissi.

## Tracce
LATO A
1. Chi non lavora non fa l'amore (testo: Luciano Beretta e Miki Del Prete – musica: Adriano Celentano e Nando de Luca; edizioni musicali Clan)

LATO B
1. Due nemici innamorati (testo: Luciano Beretta e Miki Del Prete – musica: Gino Santercole; edizioni musicali Margherita)